# Wassili Wassiljewitsch Maté

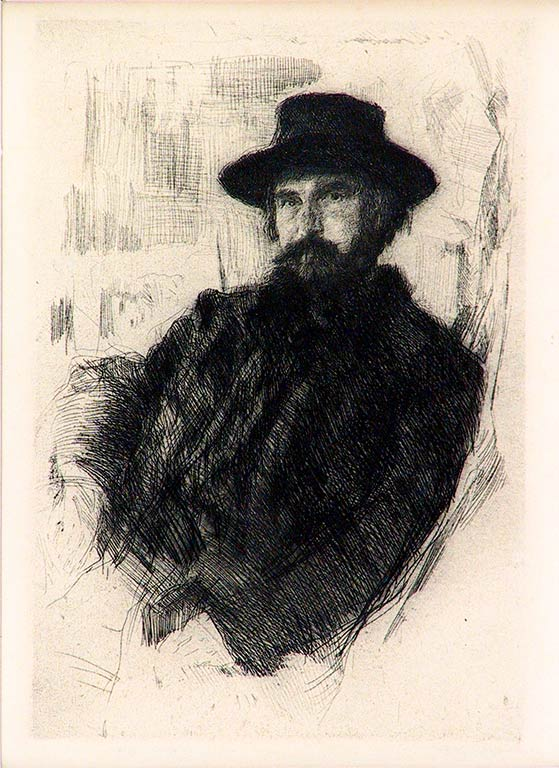
Wassili Maté (Radierung von W. A. Serow 1899)

Wassili Wassiljewitsch Maté (russisch Васи́лий Васи́льевич Матэ́; * 23. Februarjul. / 6. März 1856greg. in Wierzbołów, Russisches Reich; † 9. Apriljul. / 22. April 1917greg. in Petrograd) war ein russischer Maler, Zeichner und Radierer.

## Leben
Maté besuchte 1870–1875 die Zeichenschule der „Gesellschaft zur Förderung der Kunst“ in St. Petersburg, wo er ab 1872 bei Lawrenti Awxentjewitsch Serjakow lernte. Anschließend studierte er 1875–1880 an der Russischen Kunstakademie bei Fjodor Iwanowitsch Jordan. Zum Abschluss fertigte er eine mehrteilige Radierung des Kopfes Johannes des Täufers nach der Studie von A. A. Iwanow für das Bild Erscheinung Christi vor dem Volk an, für die Maté eine Silbermedaille erhielt. Daraufhin studierte er mit einem Stipendium der St. Petersburger Akademie 1880–1883 in Paris bei François Pannemaker und Claude Ferdinand Gaillard sowie in Deutschland, England und den Niederlanden.
Maté wurde einer der bedeutendsten Radierer Russlands. 1889 ging er von Holzschnitten zu Radierungen über. Er fertigte Porträts von Persönlichkeiten der russischen Geschichte und Kultur an sowie Reproduktionen von Gemälden und Zeichnungen bedeutender russischer Maler, insbesondere von W. M. Wasnezow, I. J. Repin, W. I. Surikow und I. P. Trutnew. Damit trug er wesentlich zur Popularisierung der russischen Kunst bei. Darüber hinaus reproduzierte er auch Werke von Murillo, Rembrandt und anderen westlichen Malern. Auch veröffentlichte er eine Vielzahl von Radierungen in der Russkaja Starina und anderen Zeitschriften, in Lesebüchern und anderen Druckwerken.
Neben seiner schöpferischen Arbeit lehrte Maté in St. Petersburg 1884–1909 an der Baron-Stieglitz-Zeichenschule, 1894–1917 an der Russischen Kunstakademie und ab 1911 an der Zeichenschule der Gesellschaft zur Förderung der Kunst. Zu seinen Schülern zählten A. P. Ostroumowa-Lebedewa, Iwan Nikolajewitsch Pawlow, Adrian Wladimirowitsch Kaplun und Pawel Alexandrowitsch Schillingowski. Von Maté lernten die Maler I. J. Repin und W. A. Serow und der Architekt I. A. Fomin.
1913 wurde Maté Wirklicher Staatsrat (4. Adelsrang).